# Opozycja (astronomia)

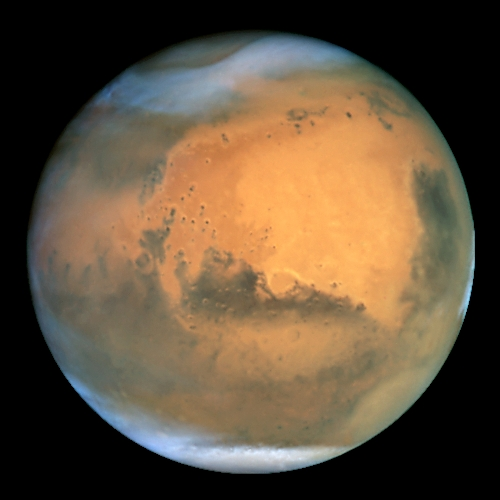
Mars w czasie opozycji 13 czerwca 2001 roku – zdjęcie: HST

Opozycja (z łac. oppositiō „przeciwstawienie”) – sytuacja, gdy dwa ciała niebieskie znajdują się – oglądane z ustalonego miejsca, zazwyczaj z Ziemi – naprzeciwko siebie na niebie. Oznacza to, że ich długości ekliptyczne różnią się o 180°. Potocznie mianem opozycji pewnego ciała niebieskiego określa się opozycję tego ciała niebieskiego i Słońca, np. opozycja Marsa oznacza, że Mars i Słońce znajdują się po przeciwnych stronach Ziemi. Możliwa jest opozycja Księżyca (jest wtedy w pełni) oraz planet górnych: Marsa, Jowisza, Saturna, Urana i Neptuna, gdyż tylko dla tych Ziemia może znaleźć się pomiędzy Słońcem a planetą.
Opozycja planety stwarza najlepsze warunki do jej obserwacji: znajdując się po odsłonecznej stronie Ziemi, planeta przedstawia obserwacjom swą oświetloną półkulę (pełnia), jest stosunkowo blisko Ziemi i równocześnie jest widoczna na niebie przez całą noc (wschodzi wieczorem, góruje o północy, zachodzi rano). W przeciwieństwie do pozostałych planet Układu Słonecznego dostrzeżenie Urana nieuzbrojonym okiem możliwe jest tylko w opozycji, choć trzeba spełnić jeszcze inne warunki.
Gdy planeta znajduje się w opozycji i jednocześnie w pobliżu peryhelium swojej orbity, zachodzi sytuacja zwana w astronomii wielką opozycją lub potocznie wielkim zbliżeniem.